# Joanna MacGregor
Joanna Clare MacGregor (Londra, 16 luglio 1959) è una compositrice e pianista inglese.
È primo pianoforte presso la Royal Academy of Music e docente all'Università di Londra. Attualmente è anche la direttrice artistica del International Summer School & Festival a Dartington Hall.

## Biografia
MacGregor crebbe a North London e fu educata a casa, con suo fratello e sua sorella, dai suoi genitori; vinse un posto gratuito alla South Hampstead High School all'età di 11 anni. Sua madre era un'insegnante di pianoforte e glielo ha insegnato quando era una bambina, mentre suo padre lavorava nel settore della stampa. Iniziò a studiare con Christopher Elton all'età di diciassette anni, e lesse musica alla New Hall (ora Murray Edwards College, Cambridge) (1978-1981) dove le fu insegnata composizione da Hugh Wood. Dopo Cambridge, proseguì gli studi post laurea presso la Royal Academy of Music, della quale divenne primo pianoforte nel 2011.
Nei primi anni della sua carriera teatrale, MacGregor fu una prolifica compositrice per il teatro (incluso il lavoro Cheek by Jowl e la produzione di Hamlet della Oxford Stage Company a Elsinore Castle e al Festival di Edimburgo). È stata una delle prime artiste a essere selezionata per il Young Concert Artists Trust nel 1985, e da allora si è esibita in oltre settanta Paesi, apparendo come artista solista con molte delle orchestre più importanti del mondo, tra cui la New York Philharmonic, London Symphony Orchestra, Netherlands Radio Philharmonic Orchestra, Oslo Philharmonic Orchestra, Chicago Symphony Orchestra e  Berlin Symphony Orchestra, London Philharmonia, Melbourne Symphony e Sydney Symphony Orchestra, Hong Kong Philharmonic, BBC Symphony e Salzburg Camerata.
I direttori d'orchestra con cui ha lavorato sono, tra gli altri, Pierre Boulez, Sir Simon Rattle, Sir Colin Davis, Michael Tilson Thomas e Valery Gergiev e si è esibita nei più prestigiosi luoghi del mondo, tra cui Wigmore Hall, Southbank Centre e il  Barbican a Londra, Sydney Opera House, Lincoln Center di New York, Leipzig Gewandhaus, il Concertgebouw ad Amsterdam e il Mozarteum a Salisburgo.
Tra il 1997 e il 2000, MacGregor fu docentedi musica al Gresham College di Londra, tenendo conferenze pubbliche gratuite. Fu nominata Professoressa di Performance artistica presso la Liverpool Hope University nel 2007.

## Repertorio
MacGregor è particolarmente nota per le sue interpretazioni e registrazioni di Bach, ed è stata invitata da Sir John Eliot Gardiner per eseguire le Variazioni Goldberg alla Royal Albert Hall nell'aprile 2013. Attualmente sta anche suonando i concerti completi di Mozart e le sonate di Beethoven ed eseguì le Mazurka complete di Chopin con grande successo nel 2010. Accanto a tale repertorio pianistico, presentò in anteprima numerose composizioni di altri artisti - tra cui concerti per pianoforte di sir Harrison Birtwistle, Django Bates, Hugh Wood,  John Adams, Alasdair Nicolson, Jonathan Harvey e James MacMillan - e le furono commissionati oltre 100 nuovi lavori.